# Loo (Deventer)
Loo is een buurtschap in de gemeente Deventer, provincie Overijssel (Nederland). In tegenstelling tot andere buurtschappen in de gemeente beschikt Loo over een bebouwde kom. Binnen deze kom liggen de kleine Looschool (ca. 100 leerlingen) en een restaurant. Verder kent Loo een hondenclub. Winkels kent Loo niet meer; de bewoners moeten voor hun boodschappen naar Bathmen of Holten. Ongeveer een kilometer ten oosten van de bebouwde kom van Loo bevindt zich het buitenzwembad en bungalowpark Looërmark. De omgeving kent een groen en bosrijk gebied. In 2019 telde Loo (kern en buitengebied) rond de 720 inwoners.

## Geschiedenis
Ten tijde van de marke Bathmen en Loo in het schoutambt Bathmen (13e eeuw – 1867) lag de kern van de buurschap Loo ongeveer 2 kilometer verder naar het westen dan tegenwoordig: rond de kruising Diepenmarsweg en Looweg. De markevergaderingen vonden plaats op erve Hof te Loo. Op de plek waar nu de kern van de buurtschap Loo ligt was van bebouwing nog geen sprake. De kinderen die op de boerderijen woonden, gingen naar de Dorpsschool in Bathmen of naar de school in Dijkerhoek en moesten elke dag uren lopen. De gemeente Bathmen besloot daarom een school in het buitengebied te bouwen die in 1912 geopend werd. Rondom de school ontstond de huidige buurtschap.
De leerlingen van de school komen uit de schoolkring Loo, waaronder naast Loo zelf ook de nabijgelegen buurtschappen Pierkesmars, Looërmark, Zuidloo en de Schoolt vallen.
Tot 2005 maakte Loo deel uit van de voormalige gemeente Bathmen, die in 2005 is samengegaan met de gemeente Deventer.
Kasteel Arkelstein
In het gebied dat tegenwoordig onder Loo valt stichtte bisschop Jan van Arkel in 1361 het inmiddels verdwenen kasteel Arkelstein. Dit kasteel was onderdeel van de Overijsselse landweer.
Stad: Deventer      Dorpen: Bathmen · Colmschate · Diepenveen · Lettele · Okkenbroek · Schalkhaar

Buurtschappen: Apenhuizen · De Bannink · Dortherhoek · Averlo en Frieswijk · Linde · Loo · Molenbelt · Oude Molen · Oxe · Pieriksmars · Rande · Snipperling · Tjoene · 
Zuidloo

Overijssel · Steden en dorpen      Nederland · Provincies · Gemeenten